# Andungsari (Pakem)
Andungsari is een bestuurslaag in het regentschap Bondowoso van de provincie Oost-Java, Indonesië. Andungsari telt 2464 inwoners (volkstelling 2010).